# Bedő Dávid
Bedő Dávid (Budapest, 1992. december 23. –) magyar–svéd közgazdász, politikus, 2019 és 2022 között önkormányzati képviselő Újbudán, 2022 óta országgyűlési képviselő (Momentum), 2024-től a Momentum frakcióvezetője.

## Élete
Nagyszülei az 1956-os forradalmat követően emigráltak Svédországba, édesapja már ott született. 2011-ben érettségizett a Lauder Javne Gimnáziumban, majd 2011–2015 között a Budapesti Corvinus Egyetemen szerzett nemzetközi gazdálkodás diplomát angol nyelvű képzés keretében. Egyetemi tanulmányai alatt, 2012 és 2014 között a Sciamus Kft.-nél dolgozott sales managerként, majd a Diamond Financial Group marketing and sales tanácsadója lett. 2015-től 2016-ig a Woodbrook Wealth Managementnél business development managerként, majd 2018-ig az IAAC – International Airport Advertising Corporationnél growth specialistként dolgozott.
Politikai pályáját 2017-ben kezdte, amikor a NOlimpia-kampány során csatlakozott a frissen párttá alakuló Momentum Mozgalomhoz. A 2018-as országgyűlési választáson a párt jelöltjeként indult Budapest 2. számú, Újbuda központú választókerületében, de nem szerzett mandátumot. 2018 júliusában a Momentum hálózati igazgatója lett; ő vezette a párt kampányát a 2019-es önkormányzati választáson. Ekkor Újbudán egyéni önkormányzati képviselővé választották; a gazdasági és a környezetvédelmi bizottság tagja, a kerület sporttanácsnoka és a Momentum frakcióvezetője lett.
A 2021-es ellenzéki előválasztáson pártja delegáltja volt az előválasztást lebonyolító Országos Előválasztási Bizottságban, emellett az előválasztáson és a 2022-es országgyűlési választáson is a Momentum kampányvezetője volt. Az országgyűlési választáson az Egységben Magyarországért pártszövetség országos listájának 38. helyéről szerzett mandátumot; az Országgyűlésben a Momentum frakcióvezető-helyettese és az európai ügyek bizottságának tagja lett. 2024 februárjában a Momentum frakcióvezetője lett.